# Wilder Freiger
Wilder Freiger (italsky Cima Libera) je hora nacházející se v hlavním hřebeni Stubaiských Alp na hranicích Rakouska a Itálie. Jedná se turisticky o jeden z nejvyhledávanějších vrcholů pohoří. Sousedí na západě s vyšším Wilder Pfaff (3 456 m) a nejvyšším vrcholem pohoří Zuckerhütl (3 507 m).

## Přístup
Na horu vede několik vysokohorských cest. Téměř všechny vedou částečně po ledovci, a tudíž vyžadují ledovcové vybavení.

### Sever
Nejčastější výstup vede od chaty Nürnberger Hütte (2 280 m). Od chaty přes potok a následné stoupání podél vrcholu See Scharte (2 762 m). Cesta dále stoupá, spolu s chodníkem vedoucím od chaty Sulzenauhütte, pod skalní věž Gamspitze (3 050 m) pozvolna stoupajícím ramenem až na okraj ledovce. Po jeho okraji na vrcholový hřeben a na vrchol s křížem.

Délka: Ranalt – Nürnberger Hütte (2,5 hod.) – Wilder Freiger (4 hod.) – sestup 5 hod. Celkem 11,5 hod.
Těžší variantou je z chaty Nürnberger Hütte pokračovat přes sedlo Niederl (2 649 m) a zde pomocí zajištění řetězy klesnout do údolí Grunau mezi ledovcová jezera Grunausee. Tady začíná zajištěná cesta mířící na buben ledovce. Přímo středem rozpukaného ledovce Grunauferner dosahujeme sedlo v západním hřebeni, odkud již jen snadno na vrchol. Hodnocení obtížnosti této varianty je F+.

### Jih
Výstupem od jihu (z Itálie) je možno se dostat na vrchol bez kontaktu s ledovcem. Je nutno překročit pouze několik ledových splazů ve východní části. Výchozím bodem je chata Becherhaus (italsky Rifugio Gino Biasi, 3 191 m), od které se jde po ostré jižní hraně na severozápadní rameno vrcholu a odtud po hřebeni na vrchol. Výstup od chaty Becherhaus je nejlehčí a zároveň nejkratší variantou výstupu na Wilder Freiger. Dá se z chaty zvládnout za 1 hod.